# Ležnevskij rajon
Il Ležnevskij rajon (in russo Лежневский_район?) è un rajon dell'Oblast' di Ivanovo, nella Russia europea; il capoluogo è Ležnevo. Ricopre una superficie di 750 chilometri quadrati e nel 2010 ospitava una popolazione di circa 19.000 abitanti.